# إيرل إتش كارول
إيرل إتش كارول (بالإنجليزية: Earl H. Carroll) (و. 1925 – م)هو محامي، وقاضي من الولايات المتحدة الأمريكية .

## التعليم
تعلم في جامعة هارفارد، وجامعة أريزونا، وجامعة كاليفورنيا، لوس أنجلوس، وجامعة ولاية أريزونا.